# Gil de Roma
Gil de Roma, Egidi de Roma, Egidi Romà o Egidio Colonna (llatí: Ægidius Romanus (1243-1316) va ser un escriptor, filòsof i teòleg eremita agustí, considerat com el fundador de la primitiva escola agustiniana i especialitzat en lògica. Va ser alumne de Tomàs d'Aquino. Va ser arquebisbe de Bourges.
Va ser el primer agustí a ingressar al claustre de la Universitat de París.

## Pensament polític
Gil de Roma, a més de desenvolupar una teologia, va reflexionar sobre la monarquia a partir dels textos d'Aristòtil, especialment l'obra Política. En la seva obra De regimine principum (1292) –dedicada a Felip el Bell– reflexiona en el caràcter natural de la sociabilitat humana fins a arribar a l'organització política més complexa. Més que proposar un origen de la societat, descriu les formes en què això podria realitzar-se (desenvolupament de comunitats més petites, consens dels habitants d'un determinat lloc, acció d'un tirà). Defensa a la monarquia com el millor sistema i, desviant-se del pensament aristotèlic, sosté que el rei ni tan sols està obligat a complir la llei positiva.
Més endavant, i en ple conflicte del rei de França amb el papa Bonifaci VIII, publica De ecclesiastica potestate on reflexiona no ja a partir d'una base aristotèlica sinó més aviat agustiniana canviant «civitas» per «regnum» i desenvolupant una eclesiologia nova de base monàrquica però aplicat a l'Església i sobretot al Papa, a qui tots han de sotmetre's: nulli sunt sub Christo rectore, nisi sint sub summo pontifice.

## Obres

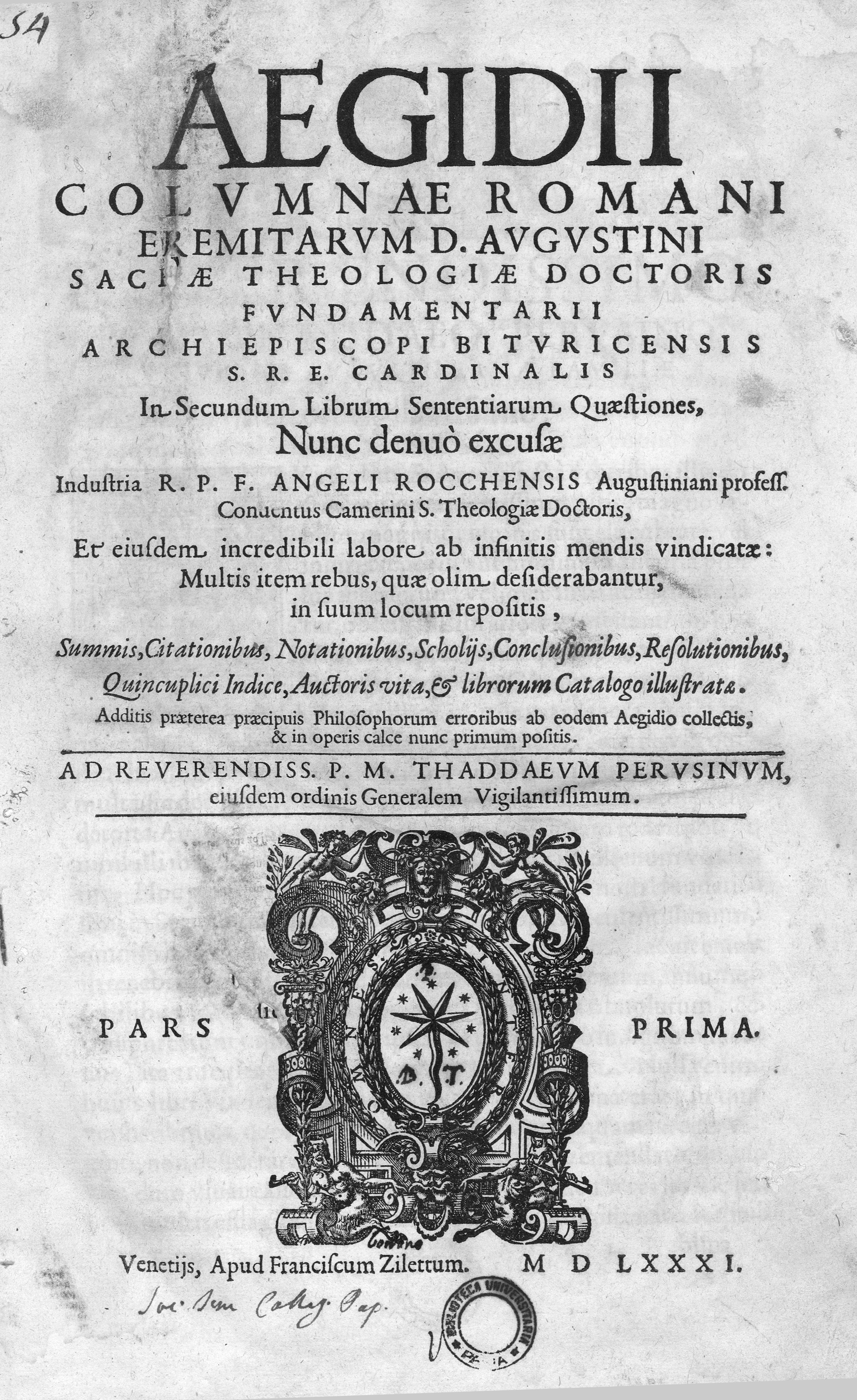
In secundum librum sententiarum quaestiones, 1581

Després del comentari obligat al Liber de causis i a les sentències de Pere Llombard (treballs exigit per les universitats per a concedir els títols corresponents), escriví:
- Theoremata de corpore Christi (abans de 1277)
- De gradibus formarum (1277-1278)
- Theoremata de esse et essentia (1278-1280)
- Quaestiones disputatae de esse et essentia (1285-1286)
- De erroribus philosophorum
- De regimine principum (1292)
- De ecclesiastica sive summi pontificis potestate (1301)